# Кинг, Нил
Нил Колдуэлл Кинг-младший (27 июля 1959 — 17 сентября 2024) — американский журналист и писатель, лауреат Пулитцеровской премии за выдающуюся подачу сенсационного материала.

## Биография
Кинг родился 27 июля 1959 года в Боулдере, штат Колорадо, в семье, поселившейся в этом штате ещё в 1870-х годах. Его прадед, Альфред Руфус Кинг, был мэром города Дельта, штат Колорадо, а затем занимал должность судьи в Апелляционном суде штата. Дед Кинга, Эдвард Кинг, долгие годы работал деканом юридического факультета Университета Колорадо.
Нил Кинг получил степень бакалавра философии в Колумбийском университете. Позже он завершил магистратуру в высшей школе журналистики при Северо-Западном университете в Эванстоне.
В 1990 году Кинг начал свою журналистскую карьеру в качестве фрилансера в газете Great Falls Tribune в Вашингтоне, округ Колумбия, где он освещал такие темы, как земельные споры. Перед тем как присоединиться к The Wall Street Journal, Нил Кинг работал штатным репортером в Tampa (Fla.) Tribune в 1990 году, после чего переехал в Прагу в 1992 году, где продолжил работу в качестве фрилансера.
С 1993 по 1994 год он сотрудничал с European Journal, выполняя задания из Праги. В январе 1995 года Нил впервые присоединился к The Wall Street Journal в качестве репортера издания The Wall Street Journal Europe, которое базировалось в Праге. В ноябре того же года он переехал в Брюссель, став главным корреспондентом рубрики «Центральноевропейское экономическое обозрение» журнала European Journal. В 1996 году он занял пост главного корреспондента European Journal по темам дипломатии и безопасности.
В 2002 году Кинг стал одним из лауреатов Пулитцеровской премии за освещение террористических атак 11 сентября на США, которое было сделано на основе срочных новостей, полученных сотрудниками The Wall Street Journal. Кинг вместе с соавтором Дэвидом С. Клаудом был отмечен за статью под названием «Организатор атаки неизвестен, но внимание сосредотачивается на бен Ладене».
С 2010 по 2014 год Кинг работал политическим репортёром, в 2014 был назначен редактором отдела экономики The Wall Street Journal.
В 2012 году Кинг был удостоен премии Джеральда Леба за онлайн-репортажи о бизнесе, что подчеркивает его вклад в создание базы данных Jet Tracker Database для The Wall Street Journal — сервиса, который отслеживает перемещения частных самолётов.
В 2022 году Кинг и журналист Тайлер Марони ночью пересекли на каноэ все семь водоёмов Центрального парка Нью-Йорка. Журнал The New Yorker назвал их «городскими Шеклтонами» и описал эту несанкционированную экспедицию в разделе клуба исследователей.
В 2023 году Кинг выпустил книгу American Ramble («Американская прогулка»), в которой описал свое путешествие длиной 330 миль по сельским дорогам между Вашингтоном и Нью-Йорком. Рецензент The Washington Post Марианна Сегеди-Машак отметила сочетание у Кинга «острого любопытства опытного репортера и проницательности историка». Книгу Кинг написал в возрасте 61 года, после того как заболел раком пищевода. Ведущая программы CBS Sunday Morning Джейн Поли охарактеризовала её как рассказ о человеке, который «отправился в путь и по дороге открыл Америку».
17 сентября 2024 года Кинг скончался от осложнений рака пищевода в Вашингтоне, округ Колумбия, ему было 65 лет.

## Личная жизнь
Кинг был женат на Шейле Мюррей, был отцом двух дочерей, семья жила в Вашингтоне, округ Колумбия. 